# Peleg

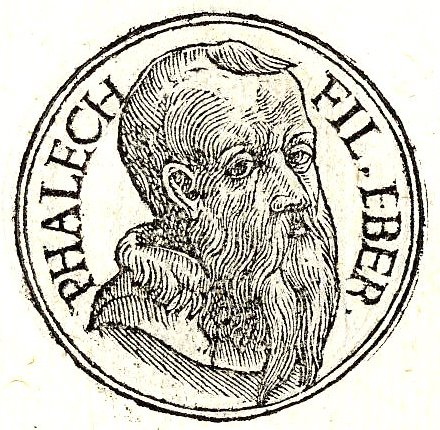
Peleg

Peleg ( פֶּלֶג|פָּלֶג Péleg, Páleg, Péleḡ, Pāleḡ; "divisione") è un personaggio biblico, figlio di Eber e padre di Reu.
Nacque 1755 anni dopo la Creazione e morì 1994 anni dopo la Creazione, vivendo quindi 239 anni. Di lui si dice che aveva un fratello di nome Ioctan, e che il padre, Eber, lo chiamò Peleg poiché ai suoi giorni la terra fu spartita (Genesi 10:25).